# Андхра Прадеш
Андхра Прадеш  (на телугу: ఆంధ్ర ప్రదేశ్; на английски: Āndhra Prādesh) е щат в югоизточна Индия. На остров Шрихарикот, принадлежаща територия на щата, се намира едноименният космодрум.

## Източник на названието
1. ↑  „"Географски речник на задграничните страни, 1987 г.